# 南アジア・中東・アフリカ局 (タイ)
タイ王国外務省南アジア・中東・アフリカ局(タイ語:กรมเอเชียใต้ ตะวันออกกลางและแอฟริกา、英語：Department of South Asian, Middle East and African Affairs）は、タイ王国内閣外務省の内部部局の一つ。

## 概要
南アジア・中東・アフリカ局は、南アジア、中東、アフリカの諸国家、国家群、地域、国際機関の情勢分析、将来予測を行いつつ、外交政策、戦略の立案を行い、それに基づいて二国間及び多国間協力を構築することで、国威と国益の保全を達成することを目的とする。

## 下位組織
1. 総務課 （สำนักงานเลขานุการกรม）-局行政関連事務、予算、方針
2. 南アジア課（กองเอเชียใต้）-南アジア担当
3. 中東課（กองตะวันออกกลาง）-中東担当
4. アフリカ課（กองแอฟริกา）-アフリカ担当

総務課以外は、国・地域ごとに以下の4点の業務を担当することになっている。
1. 担当する国家、国家群、地域、国際機関の政治、治安、経済、文化、社会の分析と将来状況予測
2. 担当地域に関する外交政策提言
3. 担当地域でのタイ代表としての活動
4. 担当地域の関連業務

## 所在地
- バンコク　ラーチャテーウィー区 トゥンパヤータイ地区 シーアユタヤ通り443　シーアユタヤ・ビルディング （อาคารถนนศรีอยุธยา เลขที่ 443 ถนนศรีอยุธยา แขวงทุ่งพญาไท เขตราชเทวี　กรุงเทพมหานคร 10400）

## 関連事項
- 外務省